# Pruno (Cilento)
Pruno is een plaats (frazione) in de Italiaanse gemeenten Valle dell'Angelo, Laurino en Piaggine; provincie Salerno, en telt ongeveer 40 inwoners.

## Afbeeldingen

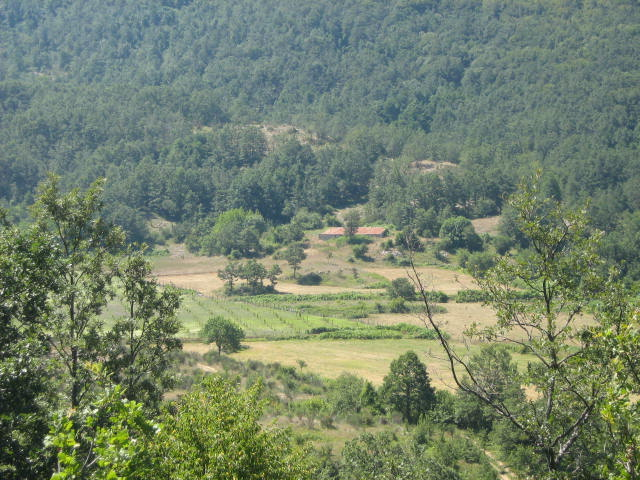
Pruno van Valle dell'Angelo
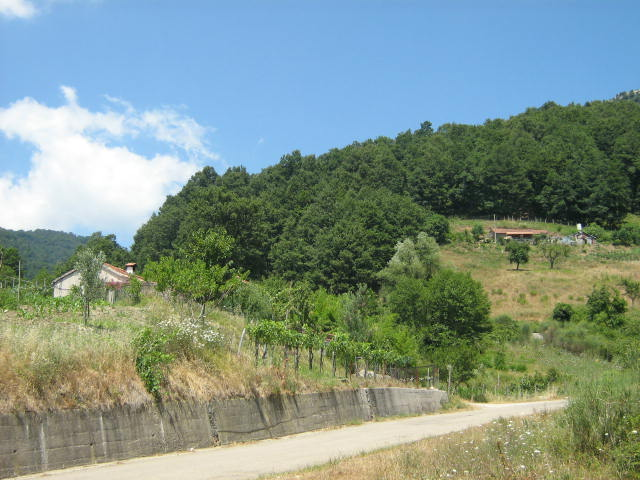
Pruno van Laurino
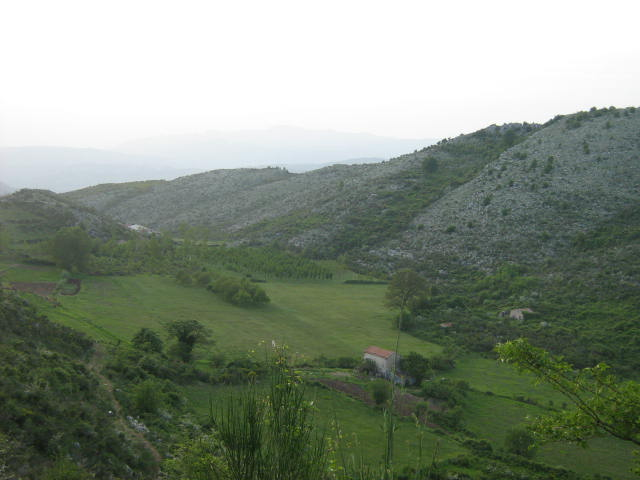
Pruno van Piaggine